# چن تیان‌ون
چن تیان‌ون (انگلیسی: Chen Tianwen و چینی ساده: 陈天文؛ زادهٔ ۲۸ مهٔ ۱۹۶۳
سنگاپور) یک هنرپیشه باسابقه از اهالی سنگاپور است.
از فیلم‌ها یا برنامه‌های تلویزیونی که وی در آن نقش داشته‌است می‌توان به ایلو ایلو و زندگی زیباست اشاره کرد.